# Hulusi Fuat Tugay
Ahmet Hulusi Fuat Tugay (* 1890 in Istanbul; † 21. Mai 1967 ebenda) war ein türkischer Militär und Diplomat.

## Leben
Hulusi Fuad nannte sich nach der Einführung von Familiennamen Hulusi Fuad Tugay. Er war Erstgeborener von Sayran-i-Dil Khanum und Deli Fuad Paşa. Hulusi Fuat Tugay heiratete Amina Duriya Khanum Effendi (* August 1897 in Tokmakburnu Yali, Istanbul; † 13. April 1975 in Istanbul), Tochter von Mahmud Muhtar Pascha.
Hulusi Fuat Tugay war von 1925 bis 1. Mai 1929 Geschäftsträger in Tokio. Vom 1. Mai 1929 bis 30. Juli 1931 war er Geschäftsträger in Nanking. Von 1932 bis 1938 wurde er im Außenministerium in Ankara beschäftigt. Von 1938 bis 1939 war er Gesandter in Durrës (Tirana). Vom 29. Mai 1944 bis 2. April 1947 war er Botschafter in Chongqing. Vom 31. Dezember 1950 bis 5. Januar 1954 war er Botschafter in Kairo.
Da Frau Fuat Tugay, wie Faruq, Ismail Pascha zum Großvater hatte, ließ Gamal Abdel Nasser Hulusi Fuad Tugay zur Persona non grata erklären.